# Kakadu długodzioba
Kakadu długodzioba (Cacatua pastinator) – gatunek średniej wielkości ptaka z rodziny kakaduowatych (Cacatuidae). Występuje w zachodniej i południowo-zachodniej Australii Zachodniej; część populacji wędrowna. Nie jest zagrożony wyginięciem.

## Taksonomia
Po raz pierwszy gatunek opisał John Gould w 1841. Holotyp pochodził z okolic Rzeki Łabędziej w Australii Zachodniej. Autor nadał nowemu gatunkowi nazwę Licmetis pastinator. Obecnie (2019) Międzynarodowy Komitet Ornitologiczny (IOC) umieszcza kakadu długodziobą w rodzaju Cacatua. Wyróżnia 2 podgatunki, podobnie jak autorzy HBW.

## Podgatunki i zasięg występowania
IOC wyróżnia następujące podgatunki:
- C. p. derbyi (Mathews, 1916) – północny region Wheatbelt w zachodniej Australii Zachodniej, od Geraldton na południe do okolic równoleżnika 32°S[6]
- C. p. pastinator (Gould, 1841) – południowo-zachodnia Australia Zachodnia, głównie w okolicach jezior Muir i Unicup[6]

## Morfologia
Długość ciała wynosi 37–45 cm; masa ciała samców – średnio 700 g, samic – 600 g, rozpiętość skrzydeł: około 90 cm. Długość górnej szczęki: 37–52 mm. Czub średniej długości (47–56 mm). Większość upierzenia jest biała. Na głowie wyróżnia się różowawy (intensywnie łososioworóżowy) kantarek; pomarańczoworóżowe nasady piór są ukryte. Pióra na karku, piersi, płaszczu i po bokach ciała również mają niewidoczne pomarańczoworóżowe nasady. Pióra na piersi często są ubrudzone ziemią w związku ze sposobem żerowania kakadu długodziobych. Lotki i sterówki na spodniej stronie wewnętrznych chorągiewek mają żółtawy nalot. Dziób i nogi szare. Tęczówka brązowa, obrączka oczna szaroniebieska. W upierzeniu dymorfizm płciowy nie występuje. Osobniki młodociane wyróżniają się bardziej szarą i mniej widoczną obrączką oczną, mniej intensywną barwą kantarka oraz ledwo widoczną domieszką żółci na spodzie ciała. Ptaki podgatunku C. p. derbyi są nieznacznie mniejsze i lżejsze (600–750 g względem 560–815 g u ptaków podgatunku nominatywnego).

## Ekologia i zachowanie

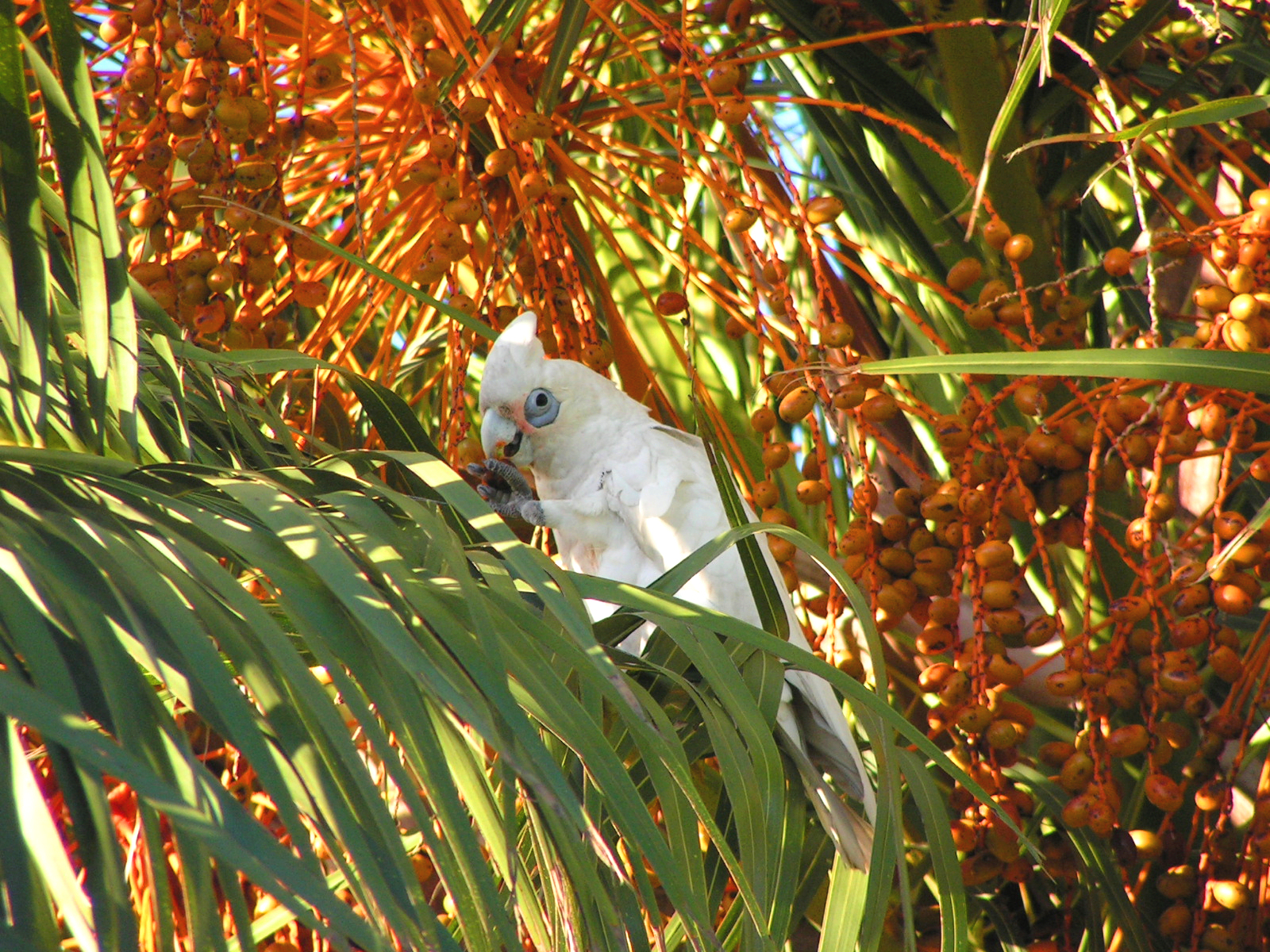
Kakadu długodzioba sfotografowana w Perth

Środowiskiem życia kakadu długodziobych są świetliste lasy o trawiastym podszycie i zadrzewienia eukaliptusów, szczególnie wzdłuż cieków, oraz przyległe tereny rolnicze z dużymi drzewami i zbiornikami wodnymi (często używanymi do sztucznego nawadniania). Spotykane są także w formacjach typu mulga i malee, w okolicy miasteczek i ogrodów oraz na pojedynczych drzewach na pastwiskach czy przy drogach. W czasach historycznych kakadu długodziobe zamieszkiwały znacznie większy obszar, który obejmował zadrzewienia przyległe do ówczesnej połaci lasów w południowo-zachodniej Australii Zachodniej. Charakterystyczne dla kluczowych do przetrwania gatunku środowisk są drzewa z gatunków: Corymbia calophylla, Eucalyptus marginata, E. rudis, E. cornuta i Melaleuca preissiana.
Kakadu długodziobe z północnych populacji, to jest przedstawiciele podgatunku nominatywnego, podejmują sezonowe wędrówki – osobniki znakowane w dwóch miejscach (w tym Three Springs) po okresie lęgowym przemieszczały się 150–250 km na północny zachód w okolice Geraldton i Dongara, a wracały w marcu i kwietniu. Kakadu długodziobe żerują w grupach, czasami dołączają do kakadu różowych (Eolophus roseicapilla). Zjadają głównie pokarm roślinny, czasem też owady i ich larwy. Kakadu długodziobe żywią się głównie korzeniami, bulwocebulami i nasionami, w tym roślin uprawnych. Zdarza się, że wyrządzają szkody na polach kapusty i terenach poddawanych rekultywacji, gdzie obgryzają sadzonki drzew. Osobniki z północnych populacji szczególnie chętnie żerują na chwastach Emex australis, bulwocebulach wprowadzonych do Australii kosaćcowatych Romulea longifolia, ryżu i prosie, a te z południowych populacji – na Romulea rosea.

### Lęgi
Okres składania jaj trwa od lipca do października; w przypadku północnych populacji okres lęgowy zaczyna się w sierpniu, a do końca listopada większość młodych jest już opierzona. Gniazdo stanowi zbieranina wiórów drzewnych umieszczona w dziupli. Zniesienie liczy od 1 do 4 jaj. Wysiadywanie trwa 26–29 dni (według innego źródła 24–29 dni). Młode, którymi zajmują się oboje rodzice, opuszczają gniazdo po około 60 dniach życia. W przeciągu 2–3 tygodni od opuszczenia gniazda zaczynają samodzielnie żerować, choć jeszcze kolejne pół roku są zależne od rodziców. Kakadu długodziobe osiągają dojrzałość płciową w wieku 3–5 lat. Poza sezonem lęgowym zbierają się w duże stada, w których udają się na żerowiska i do wodopojów, stąd powracającym na obszary lęgowe dorosłym często towarzyszą młode same jeszcze nieprzystępujące do gniazdowania.

## Status i zagrożenia
IUCN uznaje kakadu długodziobą za gatunek najmniejszej troski (LC, Least Concern) nieprzerwanie od 2000 roku (stan w 2019). Wcześniej taką rangę gatunek otrzymał też w 1988, a w 1994 uznany został za gatunek niższego ryzyka lub bliski zagrożenia (NT, Near Threatened). BirdLife International uznaje trend liczebności populacji za wzrostowy, choć nie jest ona znana. Wspomina jedynie, że nie spełnia kryteriów do uznania gatunku za narażony na wyginięcie, czyli liczebności mniejszej od 10 tys. osobników z określonym tempem jej spadku. Dostępne szacunki różnią się znacząco. W 2008 liczebność populacji podgatunku nominatywnego wynosić miała niecałe 2,5 tys. osobników, a C. p. derbyi – 20–30 tys. (w obydwu przypadkach nie podano dokładnie źródła i metody szacowania). W 2012 według World Parrot Trust populacja kakadu długodziobych liczyła około 3 tys. osobników. W 2011 Johnstone oszacował jej liczebność na 12–15 tys. osobników.
Na początku XX wieku liczebność osobników podgatunku nominatywnego znacząco zmniejszała się, a jego zasięg malał. Wówczas uznawano kakadu długodziobe za szkodniki. W latach 40. XX wieku liczebność populacji wynosiła około 100 osobników. Dzięki rozwojowi rolnictwa oraz zakazaniu zatruwania i odstrzału podgatunek przywrócono do stabilnego stanu. Wycinka pod tereny rolnicze zmniejszyła powierzchnię dogodnych do gniazdowania miejsc dla przedstawicieli C. p. derbyi, być może na korzyść dla kakadu sinookich (C. sanguinea). Mimo niewielkiego sukcesu rozrodczego w drugiej połowie XX wieku zasięg tego podgatunku zwiększył się.